# いじめるアイツが悪いのか、いじめられた僕が悪いのか?
『いじめるアイツが悪いのか、いじめられた僕が悪いのか？』（いじめるアイツがわるいのか、いじめられたぼくがわるいのか）は、原作：君塚力、作画：日丘円による日本の漫画作品。スクウェア・エニックスのウェブコミック配信サイト『ガンガンONLINE』のアプリ版にて2020年6月5日更新分から毎月第1・第3/5週で連載。アプリにて先行配信の形式を取っており、ブラウザサイトにて2021年1月より再掲載されている。『僕の名前は『少年A』』を制作した君塚と日丘のコンビによる作品。「いじめ」を通じて、被害者が恨みを糧に、加害者を「執念と策略で社会的に追い詰めて」復讐する様子を描くとともに、「いじめ」は被害者にしか理解できないものであり、「いじめを失くす」「加害者を更正する」などといった第三者の意見を考え直したくなる漫画である。

## 登場人物
相沢優一
主人公。元加山第一中学校の生徒で過酷ないじめを受けた過去を持つ中学教師。詩織に対して不審な行動を見せていく。
鈴木詩織
市立桜塚中学校に通う相沢の生徒。鈴木真司の娘。大人しい性格で、いじめの標的にされている。
鈴木真司
相沢が過去にいじめの標的となる元凶を担った人物。相沢の同僚である女教師・矢崎と不倫関係にある。自身を成功者と疑わないなど自分本位な性格で非常にプライドが高く、娘である詩織に強い愛情を抱く一方で、周りの人間達を見下している。
南雲愛
相沢の生徒の一人。ある理由で詩織を憎み、彼女を執拗にいじめている。
高橋理帆
相沢の生徒の一人。南雲に流される形で詩織のいじめに加担する。
姫川麗奈
相沢の生徒の一人。南雲と同じく詩織を憎み、いじめ加担する。
米田由美
相沢の生徒の一人で、詩織の友人。詩織とは仲が良かったのだが、次第に南雲の肩を持つようになっていく。
矢崎恵理
相沢の同僚の女教師。鈴木真司の不倫関係にあり執着心が強い。詩織のいじめを見過ごせず相沢に進言するが「いじめは無い」と無下にされてしまう。
根岸
相沢が前に赴任していた中学校の生徒で現在はコンビニでアルバイトをしている。彼もいじめを受けた事があり、いじめていた生徒達がネット上にいじめ動画や個人情報を晒された事に暗い喜びを感じていた。

## 書誌情報
- 君塚力（原作）・日丘円（作画）『いじめるアイツが悪いのか、いじめられた僕が悪いのか？』 スクウェア・エニックス〈ガンガンコミックスONLINE〉、全6巻
  1. 2020年11月12日発売[3][5]、ISBN 978-4-7575-6938-6
  2. 2021年3月12日発売[4]、ISBN 978-4-7575-7157-0
  3. 2021年8月11日発売[6]、ISBN 978-4-7575-7423-6
  4. 2022年1月12日発売[7]、ISBN 978-4-7575-7683-4
  5. 2022年6月10日発売[8]、ISBN 978-4-7575-7964-4
  6. 2022年11月11日発売[9]、ISBN 978-4-7575-8254-5